# Blanca Irurzun
Blanca Lelia Irurzun (La Banda, 11 de junho de 1910 – Buenos Aires, 9 de janeiro de 1999) foi uma escritora, poetisa, artista plástica, e docente argentina.

## Obras

### Relatos
- Changos, 1939.
- O racimo verde, 1946.
- Contos demorados, 1989.

### Poesia
- Horizontes, 1941.
- Sobre cántaro reseco agua fresca y clara, 1968.
- Lua florescida em brancos astronautas, 1981.

### Ensaios
- Dados para a história do povo que nomeio e que amo, 1972.
- Emoção e sentido de minhas planícies, 1942.
- Geografia emocional de minha terra, 1989

### Teatro
- As mãos ao sol.
- Juan Francisco Borges.
- É que alguns … estão cegos.
- Uma mulher.